# Pep Ventura metróállomás
Pep Ventura egyike a Spanyolországban található barcelonai metró metróállomásainak.

## Metróvonalak
Az állomást az alábbi metróvonalak érintik:
- 2-es metróvonal

## Kapcsolódó állomások
Az állomáshoz az alábbi állomások vannak a legközelebb:
- Gorg (Paral·lel, 2-es metróvonal)
- Badalona Pompeu Fabra (Badalona Pompeu Fabra, 2-es metróvonal)